# 호보시

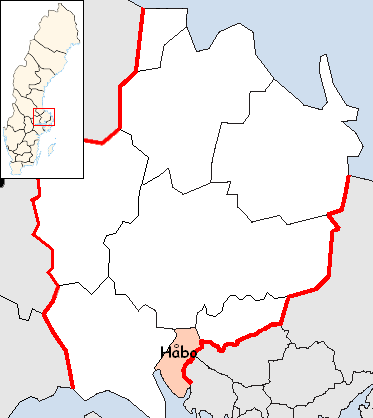
호보 시의 위치

호보시(스웨덴어: Håbo kommun)는 스웨덴 웁살라주에 위치한 지방 자치체로 행정 중심지는 볼스타이며 면적은 186.47km2, 인구는 20,737명(2016년 12월 31일 기준), 인구 밀도는 110명/km2이다.

시 문장